# Iron Dragon
Iron Dragon sont des montagnes russes à véhicules suspendus du parc Cedar Point, situé à Sandusky, en Ohio, aux États-Unis.

## Statistiques
- Capacité : 2 000 personnes par heure.
- Trains : trois trains avec sept wagons par train. Les passagers sont placés par deux en deux rangs pour un total de 28 passagers par train.
- Thème : Iron Dragon avait depuis son ouverture une voie rouge et des supports gris argent. Pour la saison 2004, les supports ont été repeints en jaune.